# والتر روس
والتر روس هو سياسي كندي، ولد في 1817، وتوفي في 12 نوفمبر 1888. حزبياً، نشط في الحزب الليبرالي الكندي. وقد انتخب عضو مجلس العموم الكندي.